# Bảo tàng in và làm giấy, Łódź
Bảo tàng in và làm giấy (tiếng Ba Lan: Muzeum Papieru i Druku w Łodzi) tại Łódź nằm trong khu vực của Viện Làm và In Giấy tại Đại học Công nghệ Lodz.

## Lịch sử bảo tàng
Bảo tàng được thành lập vào năm 2005 trên nền móng của Xưởng xuất bản lịch sử và hội thảo làm giấy. Ngày nay, bảo tàng được quản lý bởi tổ chức Ocalić od Zapomnienia (Save from Forgetting). Tổ chức từ thiện thu thập các cuộc triển lãm trong lĩnh vực làm giấy, in ấn và lịch sử đóng sách.
Trong số các tác phẩm trưng bày ở bảo tàng, du khách có thể tìm thấy các vật trưng bày như máy cắt giấy, dụng cụ đục lỗ, bồn tắm để làm giấy hoặc kim loại cũng như các loại gỗ sắp chữ và tủ sắp xếp. Bên cạnh đó, du khách có cơ hội nhìn thấy một bộ sưu tập các ràng buộc sách, ex libris và khắc gỗ của Zygfryd Gardzielski cũng như toàn bộ chu trình sản xuất sách. Bộ sưu tập được tạo ra trên cơ sở các bộ sưu tập của Ryszrd Uljanski.
Trong quá trình nội địa hóa gần đ, bảo tàng đã tồn tại từ ngày 19 tháng 11 năm 2007.
Trong 'Nhà sản xuất giấy' (tòa nhà số 7), nằm trong khu vực của Bảo tàng Kiến trúc gỗ Łódź Skansen, có hai xưởng được thành lập: một xưởng làm giấy và đánh máy.